# Хаджидимитрово (Великотирновська область)
Хаджидими́трово (болг. Хаджидимитрово) — село у Великотирновській області Болгарії. Входить до складу общини Свиштов.

## Населення
За даними перепису населення 2011 року у селі проживали 753 особи, усі — болгари.
Розподіл населення за віком у 2011 році:
Динаміка населення: